# حسان بين ناصر
حسان بين ناصر (و. 1986  م) هو دراج تونسي، شارك في بطولة العالم لسباق الدراجات على الطريق 2013. 

## التصنيف
| السنة     | 2009 | 2010 | 2011 | 2012 | 2013 | 2014 | 2015 | 2016 | 2017 | 2018 | 2019 |
| --------- | ---- | ---- | ---- | ---- | ---- | ---- | ---- | ---- | ---- | ---- | ---- |
| عالمي     |      |      |      |      |      |      |      | 1539 | 892  | 1091 | 1023 |
| أفريقيا   | 126  | -    | 72   | 37   | 185  | 74   | 124  | 111  | 33   | 48   | 52   |
|           |      |      |      |      |      |      |      |      |      |      |      |
| مصدر: UCI |      |      |      |      |      |      |      |      |      |      |      |

## سجل الفوز

### سباقات أو مراحل فاز بها
| التاريخ        | السباق                                          | المركز                  |
| -------------- | ----------------------------------------------- | ----------------------- |
| 29 أبريل 2006  | 2006 Tour de la Pharmacie Centrale              | الفائز في التصنيف العام |
| 06 نوفمبر 2006 | Tour des aéroports 2006                         | الفائز في التصنيف العام |
| 01 يناير 2007  | طواف إفريقيا للدراجات 2006–07                   | الفائز في التصنيف العام |
| 23 مارس 2007   | طواف ليبيا 2007                                 | المركز الثالث           |
| 05 مايو 2007   | تور دي لا فارماسي سنترال 2007                   | الفائز في التصنيف العام |
| 05 أبريل 2008  | تور دي لا فارماسي سنترال 2008                   | المركز الثاني           |
| 03 يونيو 2016  | سباق الطريق ضد الساعة للرجال في بطولة تونس 2016 | المركز الثالث           |
| 01 يناير 2017  | Tour des aéroports 2017                         | المركز الثاني           |